# Acte du 5 novembre

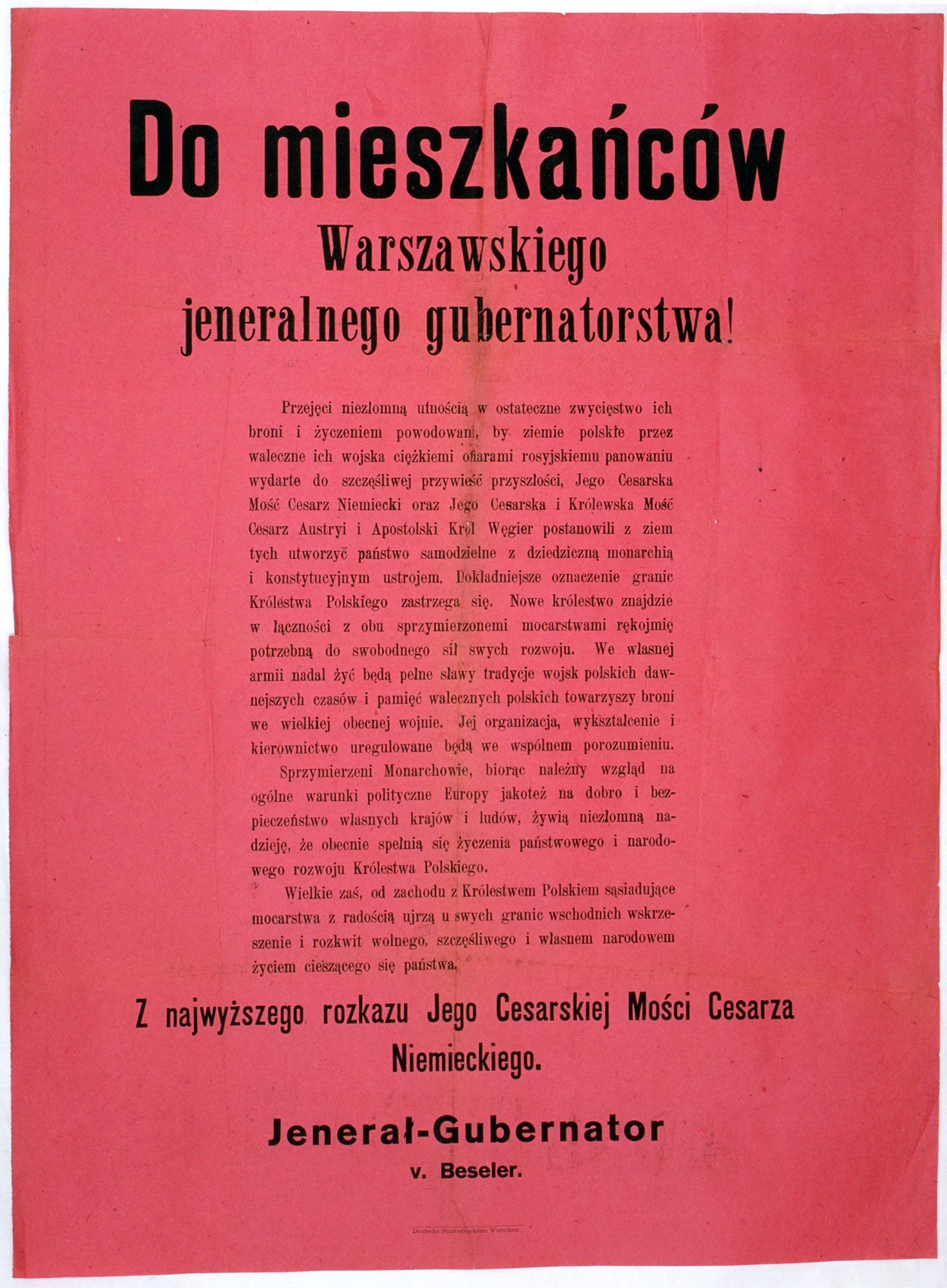
texte polonais rendant public le rescrit des deux empereurs, affiché en Pologne occupée par le de.

L’acte du 5 novembre 1916 est une déclaration commune des empereurs Guillaume II d'Allemagne et François-Joseph Ier d'Autriche.
Par ce rescrit, les deux monarques s'engagent en faveur de la création d'un royaume de Pologne sur le territoire de la Pologne du Congrès.
Rapidement, les objectifs allemands et austro-hongrois sur la Pologne russe aboutissent à transformer le royaume tout juste ressuscité en un État fantoche fortement contrôlé par les empires centraux.

## Contexte

### La conquête de la Pologne russe
En effet, les « territoires accaparés » sont conquis par les puissances centrales à la suite des grands succès remportés sur le front de l'Est au cours de l'année 1915.

### Rivalités autour de la Pologne
Dès les premiers jours du conflit, la Pologne cristallise les rivalités entre le Reich et la double-monarchie, les responsables des deux empires défendent leurs intérêts particuliers dans la région.
Cependant, jusqu'à l'été 1915, la majeure partie des territoires polonais est occupée par l'empire russe ; leur conquête pose avec acuité la question de leur devenir. Ainsi, les députés polonais de Vienne se montrent favorables à la résurrection de la Pologne comme troisième pilier de la monarchie danubienne,.
Le chancelier du Reich, Theobald von Bethmann-Hollweg, expose durant l'automne 1916 le programme du Reich en Pologne ; le chancelier souhaite la renaissance d'une Pologne indépendante, aux frontières renforcées à l'Est. En effet, dans le contexte des succès russes de l'été 1916, les responsables allemands aspirent à évincer la double monarchie de la Pologne et souhaitent la mise en place d'un « État fantoche » sous tutelle allemande.
Cette politique menée à la seule discrétion du gouvernement du Reich est camouflée par l'aspect germano-austro-hongrois de la proclamation du 5 novembre : en effet, à ce stade du conflit, les négociations entre les deux partenaires principaux de la quadruplice se soldent systématiquement par un alignement austro-hongrois sur les positions allemandes, comme le notent crûment les diplomates français en poste en Suisse et dans l'empire russe.
Cette rivalité autour de la Pologne constitue en réalité un aspect de la compétition entre le Reich et la double monarchie.

### Les besoins militaires des puissances centrales
En 1916, après les pertes essuyées par l'armée allemandes sur le front de l'Ouest, les responsables politiques et militaires allemands sont à la recherche de troupes fraîches.
Ces derniers estiment alors les capacités de mobilisation des territoires polonais qu'ils contrôlent à près d'un million. Afin de rendre l'occupation populaire, les Allemands autorisent les manifestations, sauf celles dirigées contre les puissances centrales : ainsi, les autorités germano-austro-hongroises célèbrent le 3 mai 1916 le 125e anniversaire de la proclamation de la constitution de 1791.
Cependant, pour exploiter au profit des puissances centrales les capacités de mobilisation des populations des territoires polonais, les responsables allemands en Pologne estiment que l'apparence d'un nouvel État permet de légaliser une armée polonaise au service des puissances centrales et de créer un mouvement favorable à la Quadruplice dans les nouveaux territoires ; cependant, la campagne de recrutement se révèle décevante, 7 000 hommes seulement, sur les 300 000 attendus, s'engageant dans les légions polonaises au service des puissances centrales. L'Acte est avant tout destiné à permettre la reconnaissance du statut de ces soldats levés par les puissances centrales sur les territoires du royaume du Congrès.
L'échec de ce recrutement ne constitue pas une surprise pour les Polonais ralliés aux puissances centrales ; Pilsudski en fournit l'explication par une formule lapidaire : « Pas de gouvernement polonais, pas d'armée polonaise »,.

## Proclamation
Le 5 novembre 1916, à Varsovie, le gouverneur général, Hans Hartwig von Beseler, annonce solennellement, au nom de Guillaume II et de François-Joseph, le souhait des puissances centrales de permettre la renaissance d'un royaume de Pologne.
Le même jour, à Lublin, siège des autorités d'occupation austro-hongroises, le gouverneur général, le Général austro-hongrois Karl Kuk (de) reprend les termes de l'acte, lors d'une cérémonie.

## Un programme ambigu
En dépit de l'affirmation de souhaiter la renaissance d'un État polonais, l'Acte du 5 novembre 1916 demeure flou : en effet, ses rédacteurs se contentent simplement de fixer un cadre, nullement de préciser les termes d'un programme précis de création du royaume ou d'établir un calendrier du rétablissement de l'État polonais.

### Des frontières non fixées
Le rescrit ne fixe pas de façon définitive les frontières du nouvel État.
Cependant, la proclamation exclut les territoires polonais allemands et austro-hongrois avant le conflit, qui leur restent dévolus à l'issue du conflit

### Des institutions à définir
L'acte du 5 novembre pose les bases du nouveau royaume, mais reste singulièrement évasif sur les institutions du nouvel État, plaçant ce domaine dans les mains des gouverneurs généraux allemands et austro-hongrois.
Le détail des institutions de l'État en devenir reste flou, mais les souverains garantissent la mise en place d'une monarchie constitutionnelle, dont les institutions seraient calquées sur le modèle allemand.

## Rivalités germano-austro-hongroises

### Le résultat d'une année de négociation
Dès la conquête de la Pologne russe durant l'été 1915, les appétits allemands et austro-hongrois s'aiguisent en Pologne, but de guerre du Reich et de la double monarchie.
Ainsi, durant les mois qui précèdent la proclamation, les négociateurs du Reich tentent d'obtenir de la double monarchie la cession des territoires de Pologne russe occupée par l'armée austro-hongroise.

## Réactions
Face à proclamation, les différents acteurs du conflit réagissent diversement.

### Les Polonais face à l'Acte du 5 novembre 1916
Rendue publique en Pologne le 9 novembre, la proclamation suscite parmi les Polonais résidant en Pologne russe des réactions négatives, en raison du flou des promesses faites aux Polonais contenues dans l'Acte en lui-même.
De plus, la question de la collaboration avec les Puissances centrales contribue à diviser les Polonais, certains se contentant des concessions contenues dans l'Acte du 5 novembre, d'autres souhaitant obtenir non seulement un État, mais aussi les garanties d'indépendance de cet État.
Enfin, certains des soutiens polonais, parmi les plus fidèles de la double monarchie, font connaître leur désenchantement, une fois la publication du rescrit : certains responsables polonais, notamment les membres polonais du gouvernement autrichien remettent leur démission, tandis que le groupe polonais au Reichsrat de Vienne manifeste son mécontentement en votant une motion de défiance à l'égard du gouvernement autrichien,. Ce désenchantement se révèle de courte durée : la révolution de février rapproche ces conservateurs de la double monarchie.

### Réactions alliées
Face à cette proclamation, les Alliés, réservés, appuient les contre-projets russes : en effet, Nicolas II, tiraillé entre les différentes tendances qui apparaissent au sein du gouvernement et de la douma, propose la réunification de la Pologne sous le sceptre russe, dans le cadre d'un royaume réformé.

### Réactions des puissances centrales
La proclamation du 5 novembre 1916 a des conséquences importantes dans la double monarchie, Charles, le nouvel empereur-roi (François-Joseph Ier meurt le 21 novembre), favorise alors les revendications polonaises : en effet, au début de l'année 1917, les parlementaires polonais de l'empire d'Autriche exposent leurs revendications de renaissance d'une Pologne indépendante dotée d'un libre accès à la mer ; n'ayant aucune chance de rencontrer le succès, la réponse dilatoire des responsables austro-hongrois rend de plus en plus aléatoire le maintien de l'alliance entre le gouvernement autrichien et les députés polonais.
Enfin, la publication de l'acte signé par les deux empereurs, Guillaume II et François-Joseph, matérialise en réalité le total ralliement du gouvernement du Reich à la création d'une union douanière entre le Reich et de royaume de Pologne ressuscité, entérinant une modification cosmétique des buts de guerre allemands,.